# 6298 Sawaoka
6298 Sawaoka eller 1988 XC är en asteroid i huvudbältet, som upptäcktes den 1 december 1988 av den japanske amatörastronomen Takuo Kojima i Chiyoda. Den är uppkallad efter japanen Akira Sawaoka.
Asteroiden har en diameter på ungefär 7 kilometer.